# 名古屋市警察

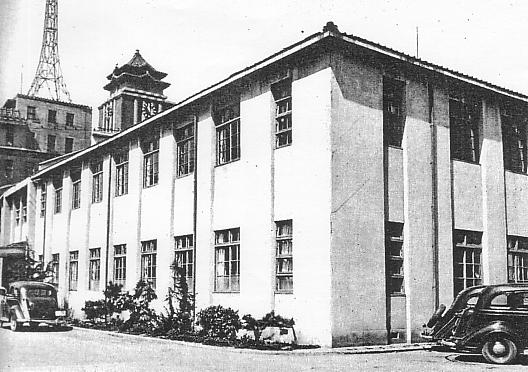
名古屋市警察本部庁舎

名古屋市警察（なごやしけいさつ）は、かつて存在した愛知県名古屋市の自治体警察。

## 概要
旧警察法施行で、従来の愛知県警察部が解体され、1948年（昭和23年）3月7日に名古屋市警察局が愛知県庁と名古屋市役所内に設置される。翌1949年（昭和24年）1月に新庁舎が落成し移転した。そして、同年12月に名古屋市警察本部と改称した。
その後、1954年（昭和29年）に、旧警察法が全面改正される形で新警察法が公布された。これにより国家地方警察と自治体警察が廃止され、新たに都道府県警察として愛知県警察が発足。豊橋市警察など県内の自治体警察は愛知県警察に吸収されたが、名古屋市警察は1年に限って存続が許された。
そして、1年後の1955年（昭和30年）7月に、名古屋市警察も愛知県警察に統合されて姿を消した。

## 組織
1955年（昭和30年）時点
- 警務部
  - 秘書室、警務課、教養課、警察学校
- 巡察部
  - 巡察課、交通課、機動巡察課
- 保安部
  - 保安課、少年課、少年補導所
- 刑事部
  - 防犯課、保安課、捜査課、鑑識課
- 公安部
  - 警備課

## 警察署
1955年（昭和30年）時点
- 千種警察署
- 東警察署
- 北警察署
- 西警察署
- 中村警察署
- 中警察署
- 昭和警察署
- 瑞穂警察署
- 熱田警察署
- 中川警察署
- 南警察署
- 港警察署

## 歴代警察長

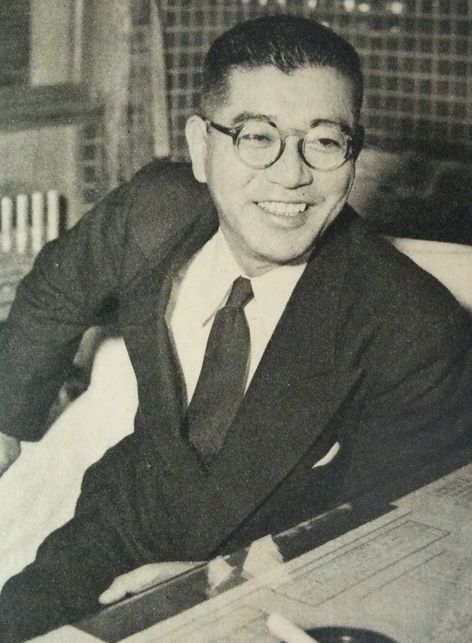
宮崎四郎（1954年）

1. 宮崎四郎（警察長）
2. 松本省吾（警視長）

## 主な事件
- 高田事件 (法学)
- 大須事件